# Starodruk

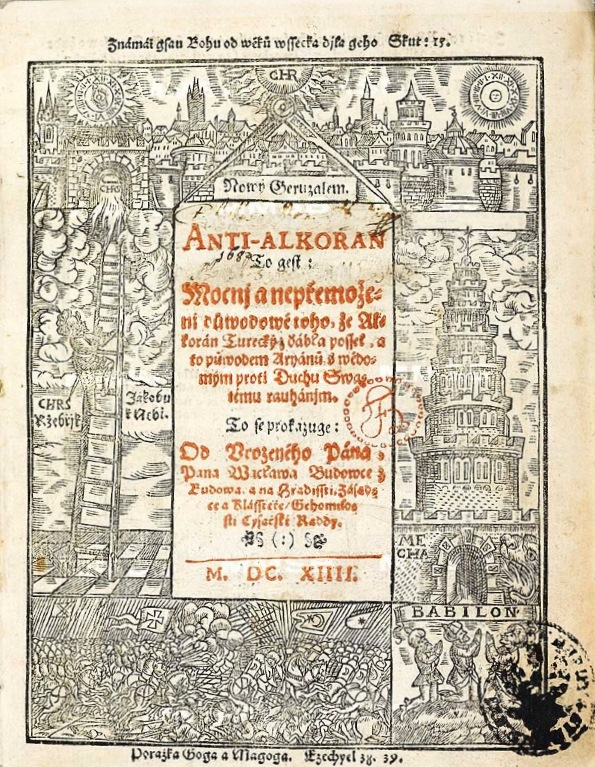
Strona tytułowa książki Anti-Alkoran (1617)

Starodruk (stary druk) – publikacje drukowane z okresu od wynalezienia druku do końca XVIII w. Do starodruków zaliczają się również inkunabuły. W różnych czasach i różnych krajach przyjmowano końcowa datę w zależności od przełomowych dat w historii lub w dziejach literatury danego kraju. Współcześnie zazwyczaj za datę końcową przyjmuje się rok 1800, wyjątkiem jest m.in. Anglia, gdzie granicą jest rok 1640. Starodruki cechuje ręczne wytwarzanie wszystkich ich składników: papieru, typografii, ewentualnych ilustracji lub oprawy.
Według Karola Estreichera, twórcy „Bibliografii Polskiej” do starodruków zalicza się książki wydane w latach 1501–1800. Szacuje się, że na terenie Polski wydano 73 tys. tytułów starodruków.
Według Kaweckiej-Gryczowej przeciętny nakład polskiego starodruku w XVI i XVII wieku to 500 egzemplarzy. Starodruki obejmują książki składane techniką ksylograficzną oraz książki złożone czcionką ruchomą.